# Левів міст
Левів міст (болг. Лъвов мост) — міст через річку Владайська, розташований у центрі Софії, столиці Болгарії. Побудований за проєктом чеського архітектора Вацлава Прошека, його брата Йозефа і кузенів Богдана та Іржі. Левів міст дав свою назву жвавому перехрестю бульварів княгині Марії-Луїзи і Сливниця, на яке він виходить, з'єднуючи Центральний залізничний вокзал з центром міста і слугуючи його північною межею.

## Історія
До визволення Болгарії, на місці, де розташований Левів міст, страчували злочинців. В Османській імперії існувало правило — якщо злочинець не з міста, його вішали перед воротами, через які він до нього ввійшов. Наприклад, Левського повісили поруч зі Східними воротами. Однак місцевих жителів страчували на площах. Учасників квітневого повстання Стойчо Рашкова та Тодора Малєєва повішено біля Левового моста.
Міст побудовано з каменю на місці старого мосту, відомого як Строкатий міст (болг. Шарен мост), оскільки був прикрашений червоними і жовтими смугами. Назва походить від чотирьох бронзових скульптур левів, які є його відмітною деталлю. Всі металеві елементи споруди виготовила австрійська компанія Рудольфа Філіпа Вагнера, а електричні ліхтарі встановлено на початку 1900-х років. На будівництво моста витрачено 260 000 золотих левів. Його творцям також належить авторство Орлового мосту, що розташований на схід від центру Софії і відкритий 1891 року.
Один з бронзових левів моста зображений на зворотному боці болгарської банкноти 20 левів, випущеної в 1999 і 2007 роках.
Від 2012 року територію навколо Левового моста обслуговує однойменна станція Другої лінії Софійського метро.
У 2014 році завершено капітальну реконструкцію площі, яка перетворила перехрестя на дворівневу розв'язку. Автомобільний рух з мосту прибрано, залишено його тільки для трамваїв і пішоходів.

## Галерея

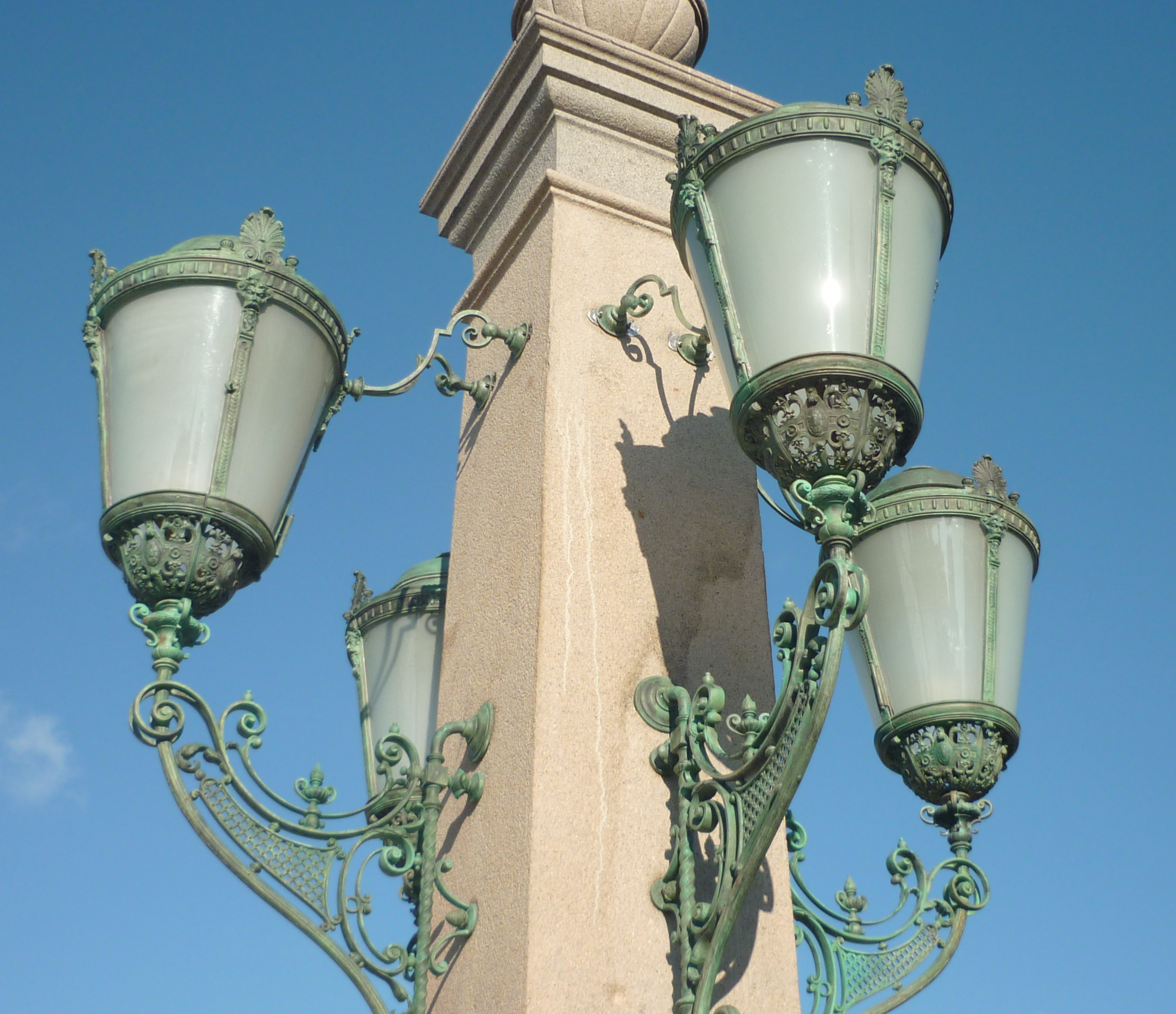
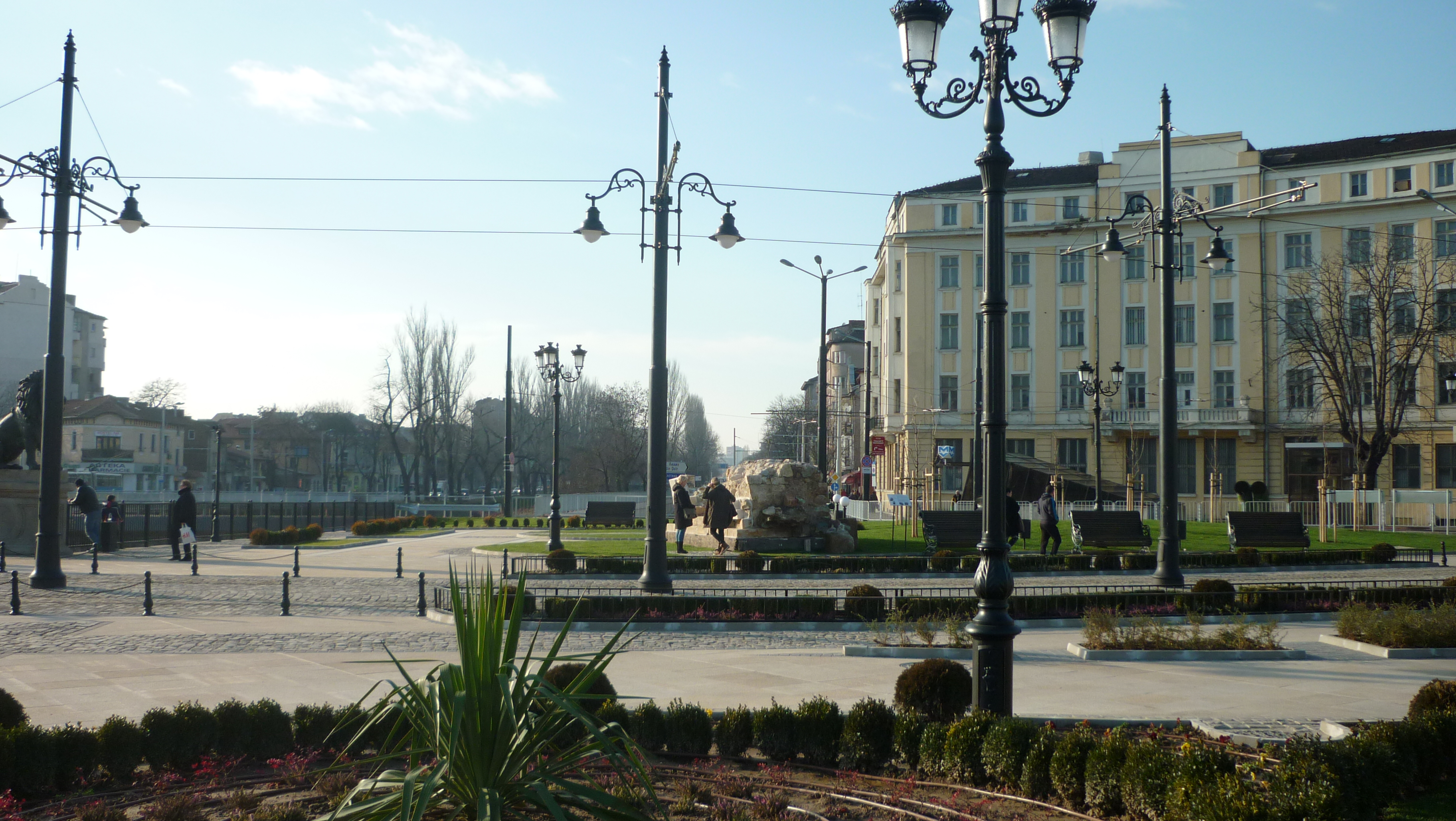
Вигляд на Левів міст
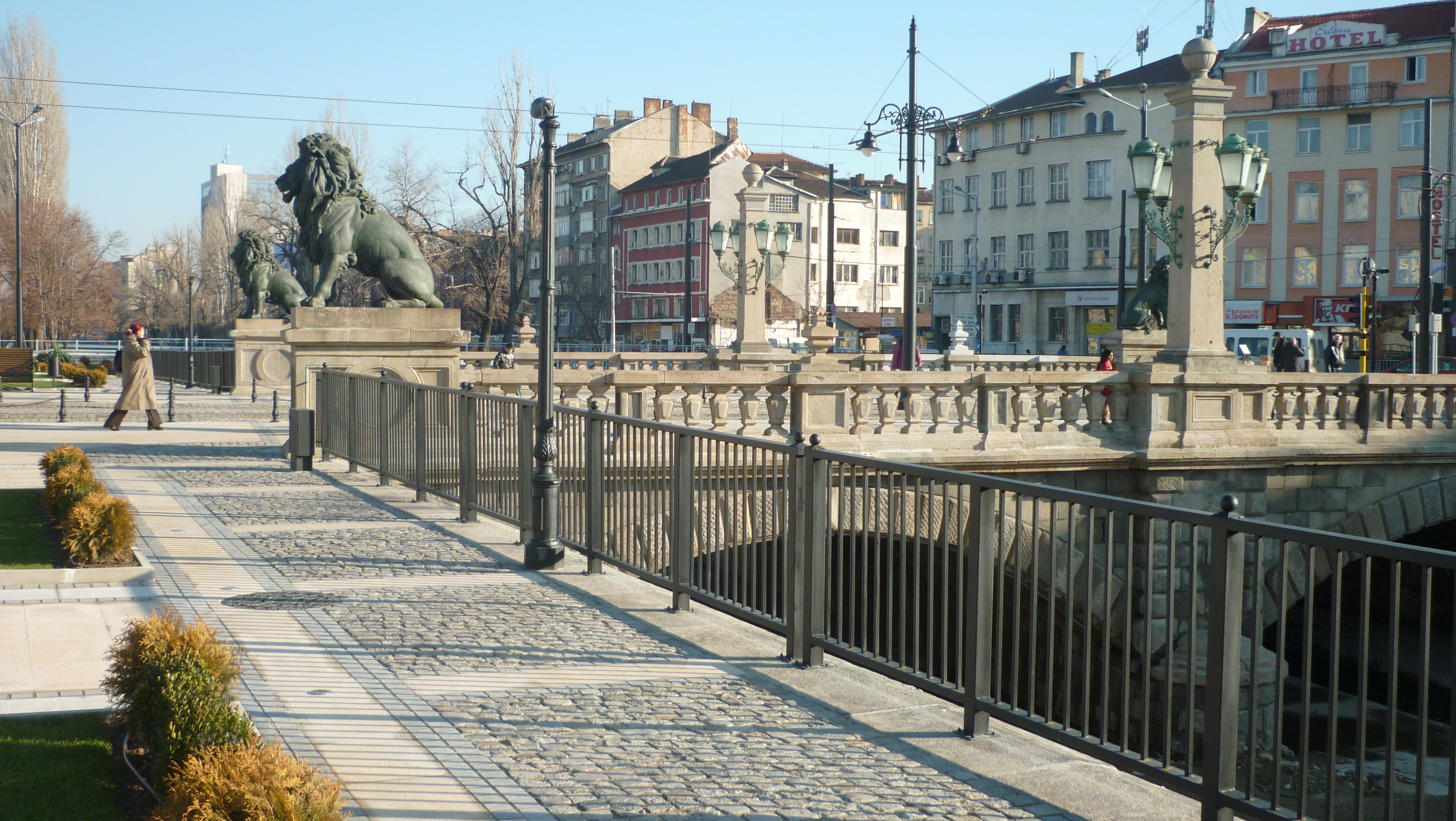
Вигляд на Левів міст
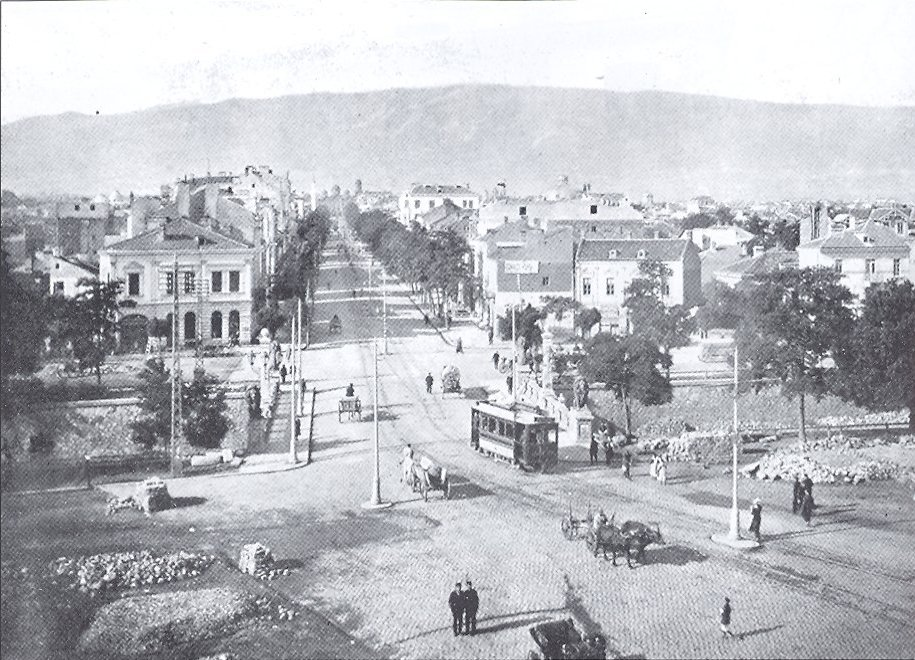
Левів міст і прилегла територія в 1910 році